# Кривец (Дедовичский район)
Кривец — деревня в Дедовичском районе Псковской области России. Входит в состав Пожеревицкой волости Дедовичского района.
Расположена на западе района, в 15 км к юго-западу от райцентра Дедовичи и в 2 км к югу от деревни Пожеревицы.

## Население
Численность населения села составляет 36 жителей (2000 год).